# Transportversicherung
Mit der Transportversicherung wird der Versicherungsschutz für Transportgüter (Güterversicherung; § 130 Abs. 1 VVG) und Transportmittel (Kaskoversicherung, § 130 Abs. 2 VVG) hinsichtlich der Gefahren bei der Beförderung und Zwischenlagerung von Gütern angeboten.

## Allgemeines
Je nach Art der Interessenlage der am Transport Beteiligten, je nach Art der Transportgüter und Transportmittel, der allgemeinen oder speziellen Transportgefahren und sonstigen Risiken und analog der unterschiedlichen Haftungsgrundlagen und -einschränkungen der Verkehrsträger, werden adäquate Versicherungen erforderlich. Der Versicherungsmarkt hält ein breites Angebot bereit, was kaum ein Transportrisiko unversicherbar erscheinen lässt (Kostenfrage).
Die klassische Transportversicherung unterscheidet „Schutzkriterien“ wie Transportweg, versichertes Interesse und Versicherungsdauer.

## Transportversicherer und Allgemeine Versicherungsbedingungen
Transportversicherer sind Risikoträger aus der Gefahrengemeinschaft Transport und Güterverkehr. Sie fassen das Risiko Transportgefahr zusammen und wandeln es für den/die Versicherungsnehmer in kalkulierbare Kosten um (Transportversicherung).
Transportversicherungen sind eine der ältesten Versicherungsarten überhaupt (Seeversicherung).
Die aktuellen Allgemeinen Versicherungsbedingungen in der Transportversicherung sind die DTV Güterversicherungsbedingungen 2000 in der Fassung von 2011 (kurz: DTV Güter 2011) und für die Güterversicherung (Transportversicherung im engeren Sinne) und die DTV-ADS.2009 für die Kaskoversicherung (Versicherung des Transportmittels). Für die Allgemeinen Versicherungsbedingungen in der Verkehrshaftpflichtversicherung (§ 100 VVG) im Transportwesen werden überwiegend die DTV-VHV zu Grunde gelegt. Die aktuelle Fassung ist die DTV-VHV 2003/2011. Für die Verwendung aller Allgemeinen Versicherungsbedingungen gilt grundsätzlich, dass sie als Allgemeine Geschäftsbedingungen (AGB, grundsätzlich geregelt in §§ 305 ff. BGB) nur begrenzte Gestaltungsfreiheit für den Verwender ermöglichen. Sie sind z. B. unwirksam (§ 307 BGB), wenn sie den Versicherungsnehmer unangemessen benachteiligen oder nicht klar und verständlich sind.
Während die Versicherungsbedingungen des Binnentransports (Landtransport und Binnenschifftransport) den Vorschriften des Versicherungsvertragsgesetzes (§§ 130 ff. VVG) unterliegen, ist die Seeversicherung davon ausgenommen (§ 209 VVG). Die Allgemeinen Deutschen Seeversicherungsbedingungen (ADS) unterlagen früher den Vorschriften des Handelsgesetzbuches (HGB), sind dort aber im Zuge der Reform des Versicherungsvertragsgesetzes herausgenommen worden, ohne sie im neuen VVG aufzunehmen. Der Grund für diese Sonderstellung der ADS war die Befürchtung, dass ein gesetzlicher Überbau zu Lasten der deutschen Transportwirtschaft ginge, die von einer hohen Internationalität geprägt ist. Subsidiär findet aber auf alle Bereiche des Transportrechtes das BGB Anwendung.

## Haftung und Deckung

### Güterversicherung
Eine Güterversicherung (Transportversicherung im engeren Sinne) kommt grundsätzlich für Schäden auf, für die ein Frachtführer haftet. Der Frachtführer haftet für Schäden durch Verlust und Beschädigung an den beförderten Gütern von der Übernahme bis zur Ablieferung oder der Überschreitung der Lieferfrist (§ 425 HGB) bis zur Grenze des unabwendbaren Ereignisses (§ 426 HGB). Er haftet nicht für die in § 427 HGB geregelten besonderen Ausschlussgründe (z. B. die ungenügende Verpackung durch den Absender und Schäden die auf Grund der natürlichen Beschaffenheit des Gutes entstanden sind, insbesondere Bruch, Rost, innerer Verderb, Austrocknen, normaler Schwund).
Die Güterversicherung übernimmt gemäß den Bedingungen des Versicherungsvertrages die Deckung des Schadens. Regelmäßig schließt sie dabei Gefahren von der Deckung aus, die durch Krieg, Kernenergie und Arbeitsunruhen entstanden sind. Weitere Voraussetzung ist, dass es sich um eine Gefahr (Ungewissheit und Unvorhersehbarkeit erforderlich) gehandelt haben muss, die den Schaden verursacht hat. Abweichend von den Vorschriften des VVG führt bereits einfaches Verschulden des Versicherungsnehmers (hier des Frachtführers) zur Leistungsfreiheit des Versicherers. Ansprüche aus dem Versicherungsvertrag verjähren, anders als nach den Vorschriften des BGB, gemäß § 41 ADS nach fünf Jahren.
Auch die Vorschriften des VVG weisen für die Transportversicherung einige Besonderheiten auf: Anders als in § 19 Abs. 2 VVG geregelt, kann nach § 131 Abs. 1 VVG der Versicherer bei der Verletzung der vorvertraglichen Anzeigepflicht nicht vom Versicherungsvertrag zurücktreten (mit rückwirkender Aufhebung), sondern nur innerhalb eines Monats nach Kenntnisnahme der Verletzung der vorvertraglichen Anzeigepflicht den Vertrag kündigen und die Leistung verweigern. § 132 VVG ändert das grundsätzliche Verbot des § 23 VVG für den Versicherungsnehmer, nach Abgabe seiner Erklärung keine Gefahrerhöhung mehr vornehmen zu dürfen, für die Transportversicherung ab. Der Versicherungsnehmer ist allerdings verpflichtet, die Gefahrerhöhung dem Versicherer unverzüglich anzuzeigen (§ 132 Abs. 1, Satz 2 VVG), wenn er die Versicherungsleistung im Versicherungsfall nicht riskieren will (§ 132 Abs. 2 VVG). Die DTV-Güter ermöglicht dem Versicherer für den Fall der Gefahrerhöhung die Prämie der Gefahrerhöhung entsprechend zu erhöhen.
§ 133 VVG entbindet den Versicherer von seiner Leistungspflicht, wenn der Versicherungsnehmer ein anderes Transportmittel als vereinbart nutzt oder die Güter umlädt, obwohl ein direkter Transport vereinbart ist. Ist kein bestimmtes Transportmittel vereinbart, wird der Versicherer nach§ 134 VVG leistungsfrei, wenn der Versicherungsnehmer vorsätzlich oder grob fahrlässig ein ungeeignetes Transportmittel einsetzt und dies ursächlich für den Versicherungsfall oder den Umfang der Leistungspflicht wird.

### Verkehrshaftpflichtversicherung
Ein Frachtführer haftet nicht nur für Schäden, die durch ihn verschuldet werden (allgemeines Verschuldensprinzip im deutschen Schadensersatzrecht), sondern zusätzlich und verschuldensunabhängig für die besondere Betriebsgefahr, die von seinen Transportmitteln ausgeht. § 7a GüKG schreibt dem Frachtführer vor für Transporte innerhalb Deutschlands eine besondere Haftpflichtversicherung abzuschließen. Auch in den Fällen, in denen dem Frachtführer der Abschluss einer Pflichthaftpflichtversicherung nicht vorgeschrieben ist, er aber dennoch eine solche Versicherung abschließt, werden die Vorschriften der §§ 100 ff. VVG angewandt. Unter Güterverkehr wird nach § 1 Abs. 1 GüKG die „geschäftsmäßige oder entgeltliche Beförderung von Gütern mit Kraftfahrzeugen, die einschließlich Anhänger ein höheres zulässiges Gesamtgewicht als 3,5 t haben“ verstanden. § 2 GüKG regelt dazu Ausnahmen.
Eine Verkehrshaftpflichtversicherung deckt im Versicherungsfall die Schadensersatzansprüche Dritter und hat unbegründete haftungsrechtliche Ansprüche abzuwehren (und damit dem Versicherungsnehmer auch Rechtsschutz zu gewähren).

## Transportversicherungspolice
Die Transportversicherungspolice ist ein Versicherungsschein („Police“), die als Rechtsbegriff im Handelsrecht auftaucht. Gegenüber anderen Versicherungspolicen ist sie eine Besonderheit, weil sie als Warenbegleitpapier ein geborenes Orderpapier des § 363 Abs. 2 HGB darstellt, wenn sie die Orderklausel enthält. Dann ist sie durch Indossament übertragbar, so dass der ursprüngliche Versicherungsnehmer (Verkäufer/Exporteur) sie im Vorlauf auf den Versandspediteur, dieser sie im Hauptlauf auf den Hauptspediteur und dieser sie im Nachlauf auf den Empfangsspediteur übertragen kann.
Der jeweilige legitimierte Inhaber der Transportversicherungspolice ist berechtigt, bei einem Transportschaden des Frachtguts durch Vorlage beim Versicherer von diesem den Schaden bis zur Höhe der Versicherungssumme ersetzt zu bekommen. Die Transportversicherungspolice ist aber kein Traditionspapier, sondern das Eigentum am Frachtgut geht nach kaufvertragsrechtlichen Bedingungen auf den Käufer/Importeur über, unabhängig davon, wer Inhaber der Transportversicherungspolice ist.

## Weiterführende Zeitschriftenaufsätze zu einzelnen Transportbereichen und -versicherungen
- Karl-Heinz Thume: Versicherungen des Transports – Einführung, transpr 2006, 1 [Zeitschrift „Transportrecht“] (online)
- Henning C. Ehlers: Transportversicherung – Güterversicherung – Versicherung politischer Gefahren transpr 2006, 7 (online)
- Peter Reiff: Sinn und Bedeutung von Pflichthaftpflichtversicherungen, transpr 2006, 15 (online)
- Henning C. Ehlers: Auswirkungen der Reform des Versicherungsvertragsgesetzes (VVG) auf das Transportversicherungsrecht, transpr 2007, 5 (online)
- Klaus Heuer: Die Haftung des Spediteurs und des Lagerhalters als »Großrisiko« i. S. des § 187 VVG, transpr 2007, 55
- Sarah Krins: Haftung und Versicherung in der Kontraktlogistik: Ein Überblick, transpr 2007, 269
- Sven Oliver Schneider: Die Auswirkungen der verabschiedeten Neuregelung des VVG auf das Seeversicherungsrecht, transpr. 2007, 300
- Joel Goetz, Sven Gerhard: Die Allgemeinen Bedingungen für die Kasko-Versicherung von Wassersportfahrzeugen 2008 im Überblick, transpr 2009, 15
- Elmar Schleif: Die Seeversicherung in der VVG-Reform, transpr 2009, 18
- Erwin Abele: Verkehrshaftungsversicherung und laufende Versicherung nach § 210 VVG, transpr 2009, 60
- Thomas Nintemann: Die Nebeninteressenfrachtausfallversicherung. Alle Risiken, transpr 2009, 70

Hinweis
Bei älterer Literatur sind die mit der zum 1. Januar 2008 in Kraft getretenen Reform des deutschen Versicherungsvertragsgesetzes (VVG) einhergehenden Änderungen zu beachten.